# يانكو داوتشيك
يانكو داوتشيك سيبوش (22 مارس 1941 - 13 مايو 2017) لاعب كرة قدم تشيكوسلوفاكي محترف خلال الستينيات والسبعينيات. لعب يانكو لصالح ريال بيتيس وريال مدريد وتورنتو فالكونز وإسبانيول. يانكو هو ابن فرديناند يانكو، المدير المخضرم في الدوري الإسباني والذي انتقل مع عائلته إلى إسبانيا في عام 1950.
خاض يانكو أول مباراة له في الدوري الإسباني مع ريال بيتيس في 11 سبتمبر 1960 في مباراة ضد نادي مايوركا. وكان والده مدربًا لنادي ريال بيتيس في ذلك الوقت. سجل يانكو 14 هدفًا في 38 مباراة بالدوري الإسباني مع بيتيس، مما جذب اهتمام ريال مدريد الذي تعاقد معه في عام 1962. ومع ذلك، واجه منافسة شديدة من أمثال ألفريدو دي ستيفانو، وفرانسيسكو خينتو، وفيرينك بوشكاش، وأمانسيو أمارو، وخلال موسمين في ريال مدريد لعب 10 مباريات فقط في الدوري الإسباني وسجل 3 أهداف فقط. في صيف عام 1966 لعب في دوري شرق كندا لكرة القدم للمحترفين مع نادي تورنتو إيطاليا فالكونز. أصبح لاحقًا أحد أوائل لاعبي كرة القدم الإسبان الذين لعبوا في أمريكا الشمالية عندما لعب لصالح فريق تورونتو فالكونز في الدوري الوطني لكرة القدم للمحترفين. وقد ثبت أن هذا كان بمثابة لم شمل عائلي حيث انضم إلى يانكو في النادي والده فرديناند وصهره لاديسلاو كوبالا وابن أخيه برانكو كوبالا. خلال موسم 1967، لعب يانكو 17 مباراة، وسجل 20 هدفًا وقدم 8 تمريرات حاسمة لصالح فريق فالكونز وانتهى به الأمر كأفضل هداف في الدوري.
توفي يانكو في 13 مايو 2017 في مدريد عن عمر يناهز 76 عامًا.

## روابط خارجية
- يانكو داوتشيك على BDFutbol
- "داوتشيك". veteranosrealmadrid.es. n.d. مؤرشف من الأصل في 2013-06-21.
- يانكو داوتشيك

- إحصائيات تورونتو فالكونز